# Alfred Cornu

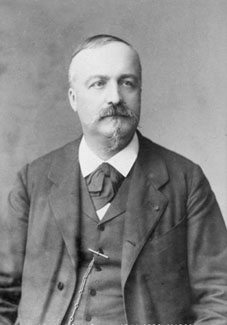

Marie Alfred Cornu (Orléans, 6 maart 1841 - 12 april 1902) was een Franse wetenschapper. Hij leverde een breed scala aan bijdragen op het gebied van optica en spectroscopie, maar is vooral bekend geworden door zijn aanzienlijke verbetering van de nauwkeurigheid van berekeningen van de lichtsnelheid.

## Biografie
Alfred Cornu werd opgeleid aan de École polytechnique en de École des mines. In 1867 begon hij als natuurkundeprofessor aan de École polytechnique, wat hij de rest van zijn leven zou blijven doen.
In 1878 deed Cornu de meest nauwkeurige meting van de lichtsnelheid tot die tijd: 299,990 km per seconde. Hiervoor verbeterde hij de methode van Hippolyte Fizeau uit de jaren '40 van de 19e eeuw. Daarnaast gebruikte hij verbeterde apparatuur. Voor die prestatie werd hij toegelaten tot de Franse Academie van Wetenschappen, en ontving hij de Prix La Caze en de Rumford Medal van de Royal Society.
Andere belangrijke prestaties van Cornu zijn een fotografische studie van ultraviolette straling en de ontwikkeling van een grafische benadering, bekend als de Cornu-spiraal, voor het berekenen van lichtintensiteiten in Fresnel-diffractie. Als voorstander van de golftheorie van licht was Cornu ook geïnteresseerd in de relatie tussen elektriciteit en optica en het begrip van weersverschijnselen. Hij speelde een belangrijke rol bij de oprichting van het Observatorium van Nice en werd in 1886 verbonden aan het Bureau des longitudes. Hij ontving verschillende onderscheidingen tijdens zijn leven, waaronder een eredoctoraat dat de Universiteit van Cambridge hem in 1899 toekende.